# Galerina subclavata
Galerina subclavata är en svampart som beskrevs av Kühner 1973. Enligt Catalogue of Life ingår Galerina subclavata i släktet Galerina,  och familjen Strophariaceae, men enligt Dyntaxa är tillhörigheten istället släktet Galerina,  och familjen buktryfflar. Arten är reproducerande i Sverige. Inga underarter finns listade i Catalogue of Life.